# Batalha do Boqueirão
A Batalha do Boqueirão (também conhecida como Batalha de Boqueirão do Sauce ou Combate Boquerón-Ñaró) travou-se no dia 16 de julho de 1866 e a Batalha do Sauce (também conhecida como Batalha de Potrero Sauce) em 18 de julho de 1866, entre as forças aliadas da Tríplice Aliança e o Paraguai, durante a Guerra do Paraguai. Entre os mortos estavam o oficial hispano-uruguaio León de Pallejas (1816-1866) e o oficial paraguaio Elizardo Aquino.

## Antecedentes
Seguindo a Primeira Batalha de Tuyutí após as forças aliadas invadiram o Paraguai, o Presidente Francisco Solano López tentou atrair os Aliados atacando suas fortificações em Curupayti e Curuzu ao longo do Rio Paraguai. Até junho de 1866, Lopez tinha 20 000 soldados no front.

## Batalha de Yataytí-Corá
Em 11 de julho, de 2 500 Paraguaios, sob o comando do Gen. José E. Díaz, atacaram as posições argentinas no seu perímetro. O ataque foi interrompido ao anoitecer devido a uma fogueira iniciada pelos foguetes de Congreve, mas logo retomado em seguida. Ás 21h00 a batalha terminou com 430 baixas paraguaias, entre mortos, feridos e capturados. Os Argentinos perderam 30 homens mortos, 177 feridos e 51 desaparecidos.

## Batalha do Boqueirão
Lopez teve duas trincheiras cavadas na noite de 13 de julho dentro da mata entre Potrero-Sauce e Potrero-Pires, uma no Boqueirão do Sauce e a outra em Punta-Carapá, a partir das quais ele planejava atirar com franco-atiradores e artilharia no flanco esquerdo brasileiro. O General brasileiro Polidoro Jordão enviou 3 000 homens da 4ª Divisão do Brasil, sob o comando do Gen. Guilherme Xavier de Sousa, para um ataque no sul da trincheira às 05h00 em 16 de julho, com o apoio de três regimentos de cavalaria. Os paraguaios foram liderados pelo coronel Elizardo Aquino, que foi mortalmente ferido após 16 horas de combates e quatro contra-ataques. Os paraguaios sofreram 2 000 baixas na perda da trincheira meridional, enquanto os brasileiros tiveram 282 homens mortos, 1 579 feridos e 38 desaparecidos, e os argentinos perderam 3 mortos e 52 feridos.

## Batalha de Sauce
Os brasileiros atacaram novamente em 18 de julho com um movimento de flanco do general José Luis Mena Barreto, e um ataque frontal do general Victorino J. C. Monteiro. O Gen. Flores mandou o Gen. Souza substituir o Gen. Monteiro quando ele foi ferido. Os aliados perderam os Cels. Palleja, Aguero e Martinez. Os brasileiros tiveram 630 mortos, 2 938 feridos e 54 desaparecidos, os argentinos tiveram 201 mortos, 421 feridos, os uruguaios tiveram 250 baixas, enquanto os paraguaios tiveram 2 500 baixas.

## Consequências
A Batalha de Curuzú ocorreu logo em seguida.

## Galeria

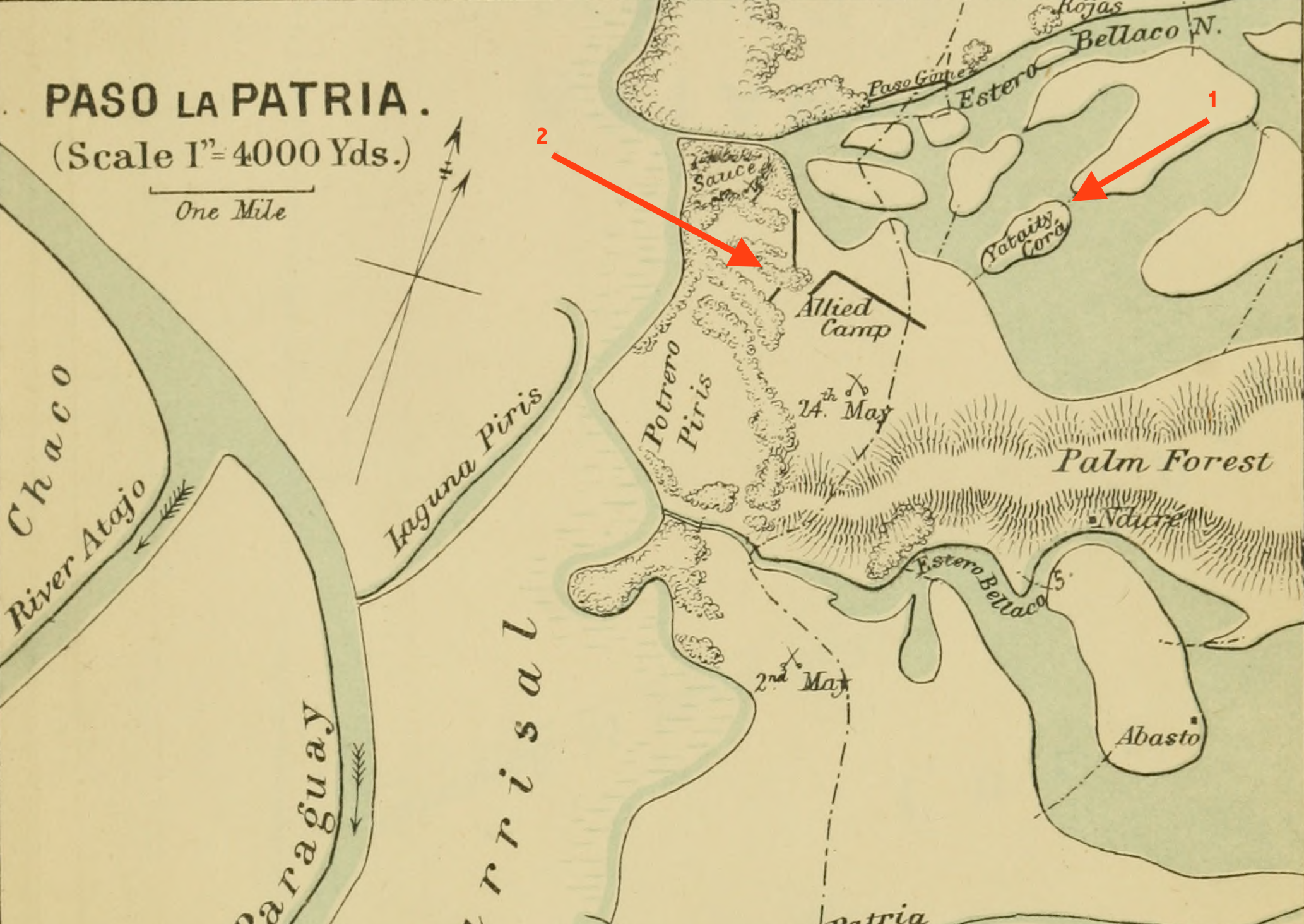
Teatro de operações das Batalhas de Yataity-Corá e Boqueirão do Sauce.
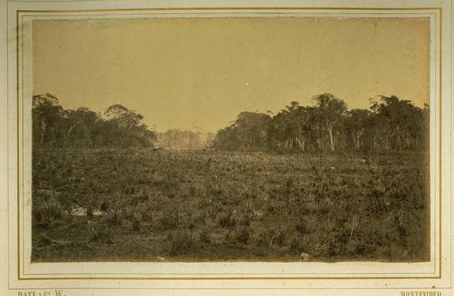
Boqueirão do Sauce.
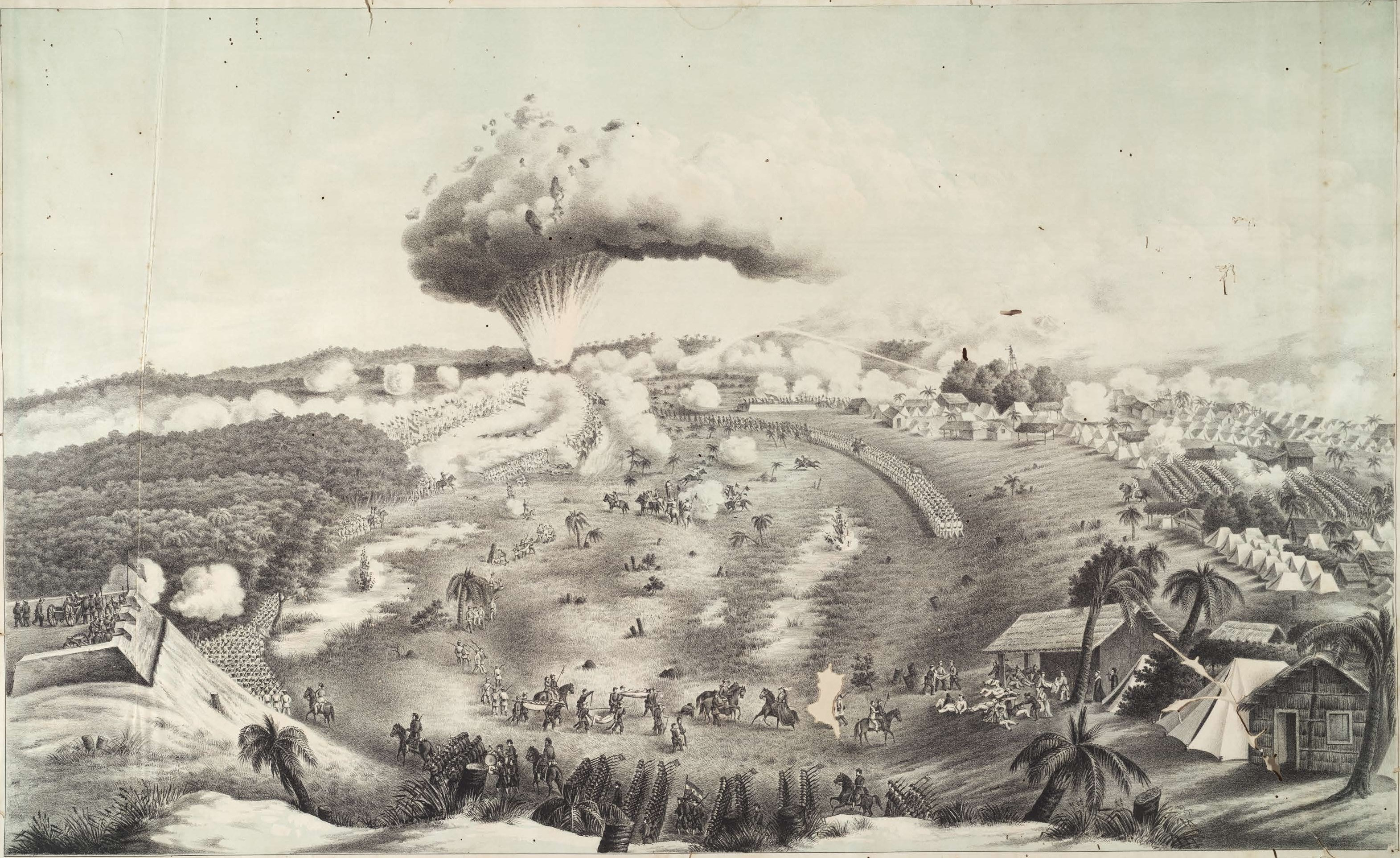
Ataque de 16 de julho de 1866 no Boqueirão.
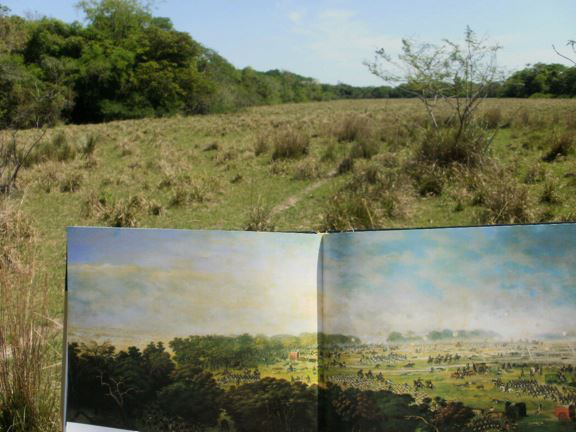
Paisagem de Boqueirão do Sauce e pintura de Cándido López retratando a batalha.
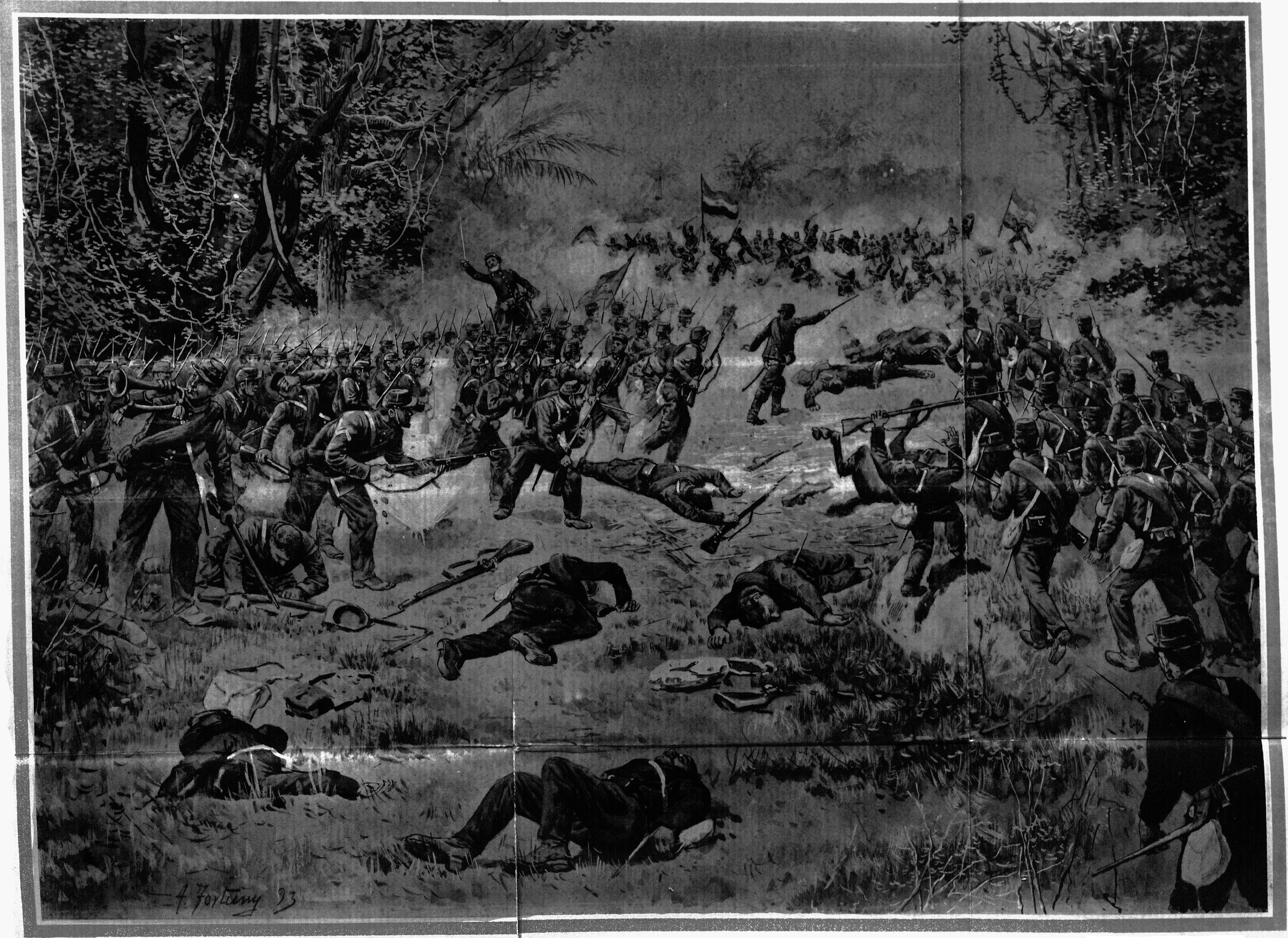
Ataque da 3ª Divisão do 2ª Corpo do Exército sob as ordens do Coronel D. Cesáreo Dominguez à trincheira paraguaia de Boquerón.
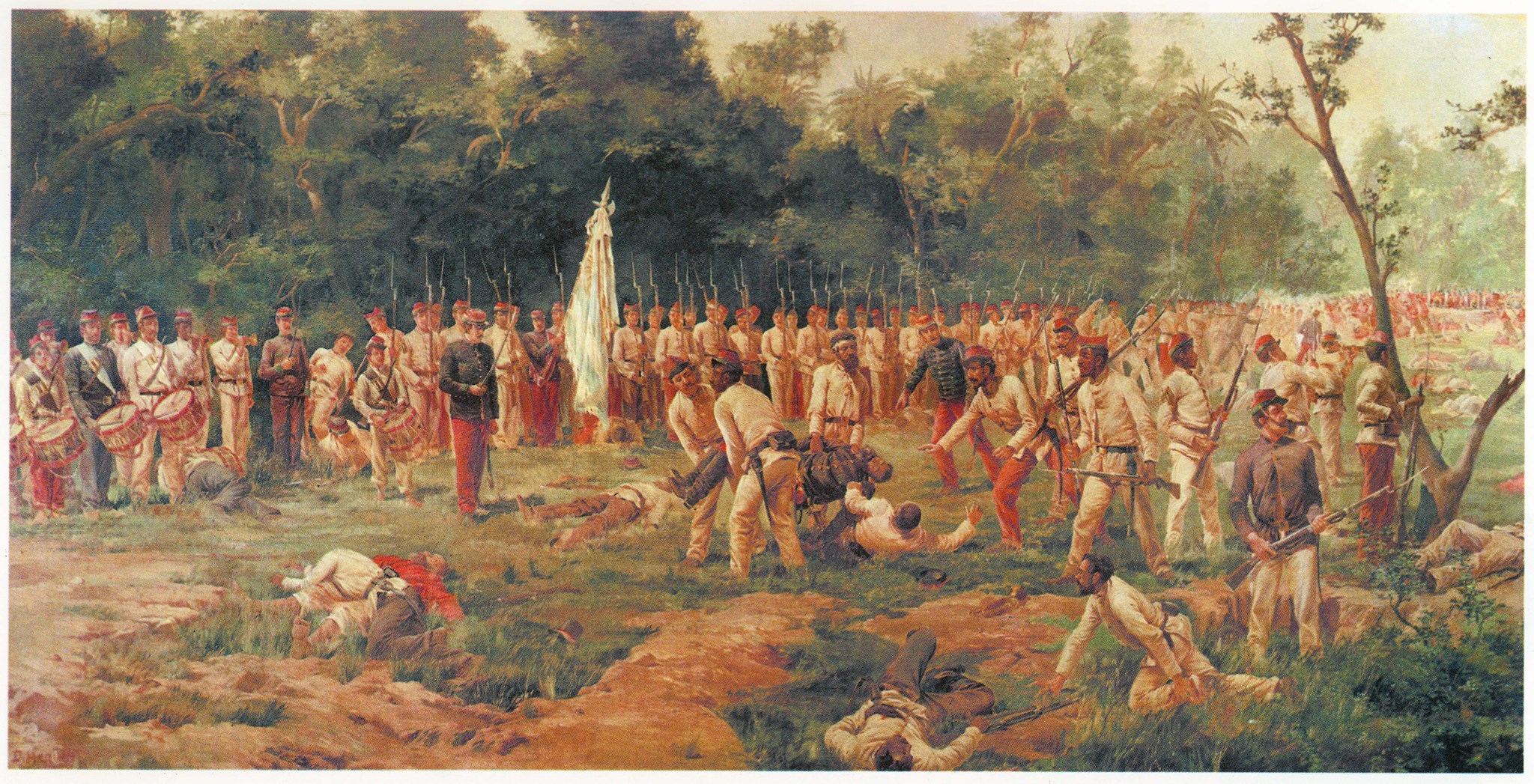
Pintura a óleo do artista uruguaio Diógenes Hequet retratando a Batalha do Boqueirão.
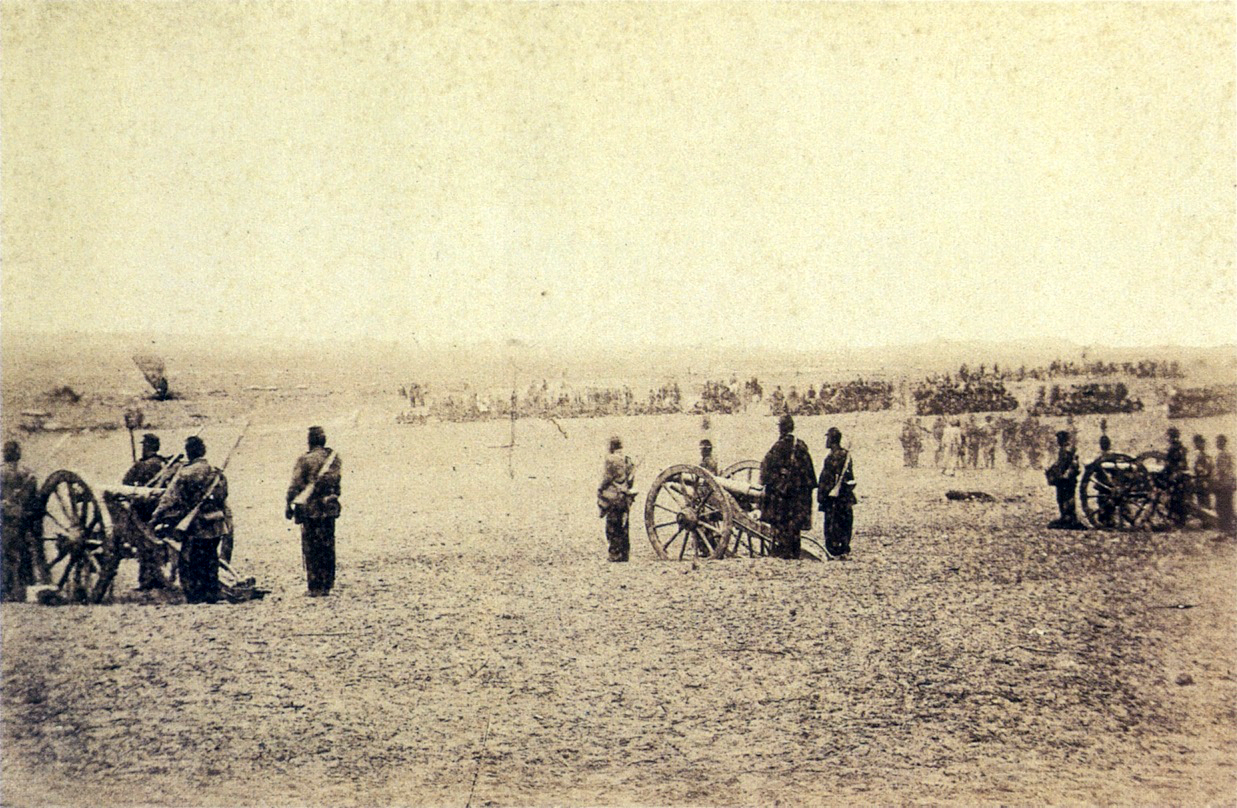
Primeira fotografia da artilharia uruguaia na Batalha do Potrero Sauce, com tropas aliadas marchando para o campo de batalha ao fundo.
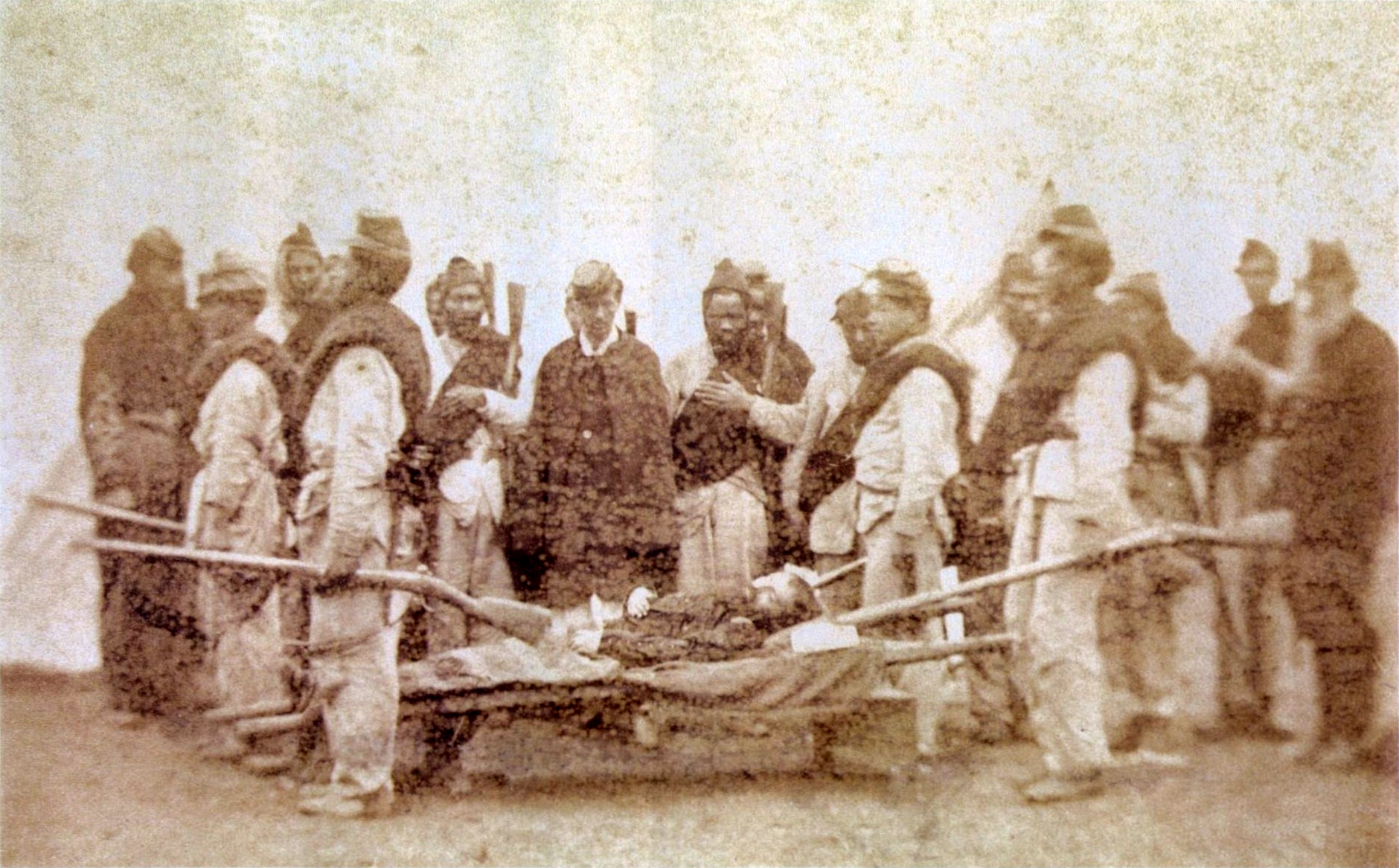
Soldados uruguaios carregando o corpo do Coronel León de Pallejas, como era conhecido José Pons de Ojeda.
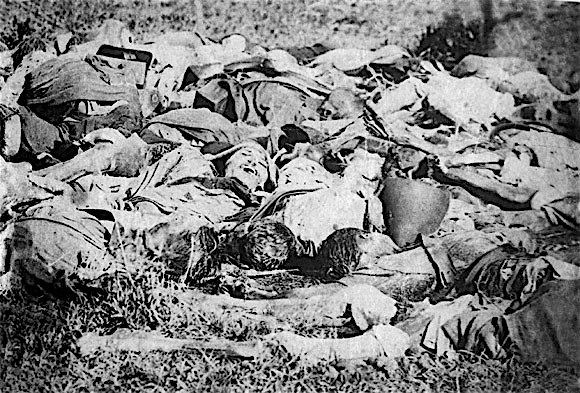
Cádaveres paraguaios após à batalha.
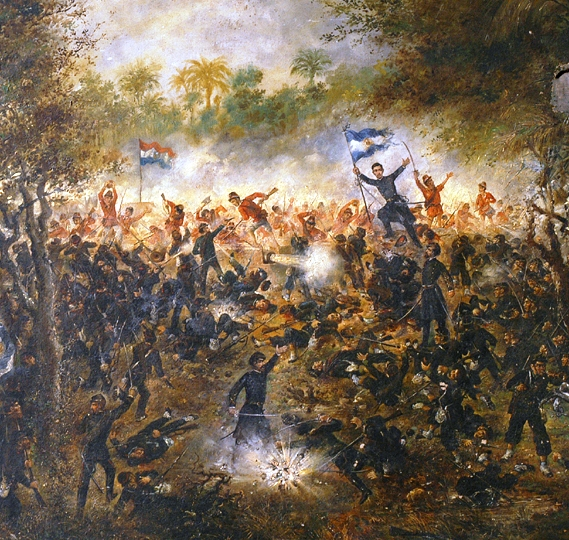

- Este artigo foi inicialmente traduzido, total ou parcialmente, do artigo da Wikipédia em inglês cujo título é «Battle of Boquerón (1866)», especificamente desta versão.